# Психологічна операція
Психологічна операція (також військова інформаційна операція, часто інформаційно-психологічна операція (ІПСО або ІПсО), (англ. Psychological operation, PSYOP) — сплановані дії з передачі конкретної інформації та індикаторів до іноземних аудиторій, щоб вплинути на їхні почуття, мотиви, критичне мислення і, зрештою, на діяльність іноземних урядів, організацій, груп чи індивідів.

## Сутність
Визначення офіційно закріплено в Польовому статуті ЗС США 33-1 — Психологічні операції (англ. Field Manual 33-1 — Psychological Operations) від 1987 року. Утім людство почало їх використовувати в конфліктах набагато раніше, під час політичних і релігійних воєн, а до видів ІПсО відносять пропаганду і дезінформацію. Термін виник у 1918 році, під час заснування підрозділу психологічної пропаганди військової розвідки американського експедиційного корпусу (АЕК).
В СРСР, під час Холодної війни, існувало визначення-антипод — планова пропаганда або допоміжна (політична, економічна, культурна, відповідно військова та інша) діяльність, яка проводиться в мирний та воєнний час, розрахована на іноземні ворожі, дружні або нейтральні аудиторії з метою впливу на їхні відносини і поведінку в сприятливому напрямку для досягнення політичних і військових цілей.

## Історія

### Олександр Македонський (IVст. до н.е.)
Щоб утримувати величезні території своєї Імперії разом, а їхні народи — проти повстання, Александр Македонський залишав вірних людей у кожному із завойованих міст, щоб представляти грецьку культуру, контролювати місцевих мешканців, зменшувати дисидентські погляди і проводити міжнаціональне змішування. Александр Великий платив гроші своїм солдатам за одруження із жінками-негрекинями. Він хотів асимілювати людей усіх націй у межах своєї Імперії.

### Князь Святослав Ігорович(Xст.)
У часи військових походів Святослава, перед тим, як йти в похід на ворога, князь посилав йому повідомлення: «Іду на ви!» — що означало «Йду на тебе війною». У часи правління Святослава Хороброго Київська Русь була державою із сильним військом, і це повідомлення мало залякати ворогів Святослава ще до того, як він приходив до них із військом.

### Громадянська війна в Іспанії (1930-ті роки)
Невдовзі після початку Громадянської війни в Іспанії, генерал-націоналіст Кейпо дель Ляно (ісп. Gonzalo Queipo de Llano) почав радіомовну передачу на зону республіканців спеціально для повстанців. Він описував у деталях жахливі страждання слухачів, якщо вони чинитимуть опір військам націоналістів. Страх, який він поширював, чинив шкоду моральному духу республіканців, поки його передачі не були припиненні Серрано Суньєром.

### Корейська війна

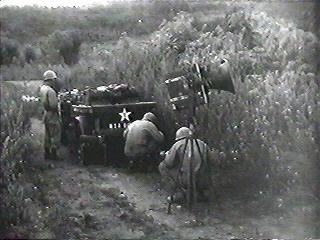
Команда гучномовців армії США в дії в Кореї

Психологічні операції широко використовувалися під час Корейської війни. Перший підрозділ, 1-ша команда гучномовців і листівок, був відправлений до Кореї восени 1950 року. Для операцій, спрямованих проти військ Корейської Народно-Демократичної Республіки (КНДР; Північна Корея), було важливо працювати з персоналом Республіки Корея (РК; Південна Корея) для розробки пропаганди з найефективнішим лінгвістичним та культурним контекстом.
Оскільки війна була операцією, санкціонованою Організацією Об'єднаних Націй, політична чутливість була високою. Хоча правила обмежували згадування Китайської Народної Республіки або Радянського Союзу, спочатку через побоювання, що це посилить їхнє втручання, а пізніше тому, що це могло деморалізувати цивільне населення РК, все ж таки Сталін зображувався, та китайські війська були мішенню листівок.

Для доставки пропаганди використовувалися різні методи, з обмеженнями, накладеними надзвичайно пересіченою місцевістю та тим, що радіоприймачі були відносно рідкісними серед військ КНДР та КНР. Команди гучномовців часто мусили небезпечно наближатися до ворожих позицій. Артилерія та легкі літаки доставляли листівки на передову, а важкі бомбардувальники скидали листівки в тилу. За час війни над Північною Кореєю було скинуто понад 2,5 мільярда листівок. Існувала дещо штучна відмінність між стратегічними та тактичними листівками: замість того, щоб розрізняти за повідомленням, тактичні листівки доставлялися в межах 40 миль (64 км) від лінії фронту, а стратегічні листівки доставлялися далі.
Менш пряма та негайна кореляція між тактичними зусиллями ІПСО та поведінкою цільової аудиторії все ще може бути підтверджена постфактум, особливо за допомогою опитувань та інтерв'ю. Наприклад, у Корейській війні приблизно третина від загальної кількості військовополонених, опитаних силами ООН, стверджувала, що здалася, принаймні частково, через пропагандистські листівки. Внесок ІПСО у першій війні в Перській затоці також був підтверджений через інтерв'ю з військовополоненими. Дев'яносто вісім відсотків із 87 000 військовополонених мали або бачили листівки ІПСО, які давали їм інструкції, як підійти до американських військ, щоб здатися. П'ятдесят вісім відсотків опитаних полонених стверджували, що чули радіопередачі коаліції, а 46 відсотків вірили, що передачі коаліції були правдивими, незважаючи на те, що вони походили від їхнього ворога. Знову ж таки, деяка частина здач могла статися навіть без заохочення ІПСО; але, безумовно, здається, є кореляція між ІПСО, яка пропонувала ворогу спосіб уникнути натиску військової потужності США, та їх дотриманням цих інструкцій.
Однією з таких операцій була Операція Мула. Метою цієї психологічної операції було спонукати комуністичних пілотів дезертирувати до Південної Кореї з МіГ-15, щоб США могли провести аналіз можливостей МіГа.
Деяке розповсюдження листівок над Північною Кореєю було відновлено після Корейської війни, наприклад, в рамках холодної війни Операція Джіллі з 1964 по 1968 рік.

### Війна в Перській затоці 1991 року
Психологічні операції були особливо цінними під час війни в Перській затоці через небажання багатьох солдат в іракській армії вступати в бойові дії. За допомогою листівок і гучномовних передач сили психологічної операції (PSYOP) допомогли багатьом солдатам противника успішно здатися.
Коаліційні сили тісно співпрацювали з саудівськими, кувейтськими та іншими партнерами, щоб психологічні операції були культурно та лінгвістично доречними.
Однією з незвичайних технік, застосованих під час війни в Перській затоці, було скидання листівок перед ударом. Ці листівки повідомляли іракським солдатам, що наступного дня їх бомбитимуть бомбардувальники B-52, і закликали їх здатися та зберегти своє життя. Подальші бомбардування проводилися таким чином, щоб не обов'язково завдавати максимальних втрат. Після цього скидалася ще одна партія листівок, у яких говорилося, що обіцянка була виконана, і закликалося вцілілих здатися, щоб урятуватися. Згодом цей метод використовували на інших підрозділах, повідомляючи їм, яку конкретну частину було бомбардовано попереднього дня.

### Антивакцинна пропаганда, спрямована на Філіппіни
У 2024 році агентство Reuters повідомило, що адміністрація Дональда Трампа запустила у 2020 році секретну психологічну операцію проти китайських вакцин від COVID-19 у кількох азійських країнах, головним чином на Філіппінах. Кампанія складалася з сотень фейкових профілів у соціальних мережах, які вели співробітники психологічних операцій у Флориді, щоб посіяти сумніви щодо ефективності китайської вакцини та переконати мусульман відмовитися від неї, оскільки вона нібито містила свинячий білок. У 2021 році, через кілька місяців після поразки Трампа на президентських виборах, адміністрація Джо Байдена скасувала кампанію.

## ПсО в США
Проведення PSYOP Армією США регламентується статутами США:
- Польовий статут ЗС США 33-1 — Психологічні операції (Field Manual 33-1 — Psychological Operations).[17]
- Польовий статут ЗС США 33-1-1 — Техніка і процедури психологічних операцій (Field Manual 33-1-1 — Psychological Operations Techniques and Procedures)[18].

### У медіа
PSYOP передає повідомлення за допомогою візуального, аудіо та аудіовізуальних засобів масової інформації. Як під час воєнних дій, так і в мирний час у засобах впливу на цивільне населення використовують листівки, радіо, телевізійні програми, засоби інтернету. Стратегічні операції застосовують радіо- чи телевізійні передачі, різні публікації, листівки.